# بخش کانگرا
بخش کانگرا (به انگلیسی: Kangra district) یک بخش در هند است که در هیماچال پرادش واقع شده‌است. بخش کانگرا ۵٬۷۳۹ کیلومتر مربع مساحت و ۱٬۵۱۰٬۰۷۵ نفر جمعیت دارد.